# Pazzo di lei
Pazzo di lei è un brano di Biagio Antonacci estratto come secondo singolo discografico dall'album Convivendo - Parte II del 2005.

## Descrizione
Il brano, scritto da Biagio Antonacci e prodotto da Steve De Maio, è stato reso disponibile per vendita e per l'airplay a partire dal 20 maggio 2005. Al suo apice, il brano ha raggiunto la quarantottesima posizione dei singoli più venduti in Italia.

## Video musicale
Il videoclip del brano stato diretto da Gaetano Morbioli. Nel video fa la sua comparsa anche Ilaria D'Amico nel ruolo di concubina e le figlie di Adriano Celentano, Rosalinda e Rosita, e sua nipote Alessandra.

## Tracce
CD Single Remix
1. Pazzo di lei (Remix)
2. Pazzo di lei (Cut Remix)
3. Pazzo di lei (Extended Remix)

## Classifiche
| Classifica (2005) | Posizione massima |
| ----------------- | ----------------- |
| Bielorussia       | 24                |
| Italia            | 48                |

## Cover di Giovanna
Pazzo di lei è un singolo di Giovanna, cover dell'omonimo brano di Biagio Antonacci, pubblicato nel 2013 dalla Kicco.

### Tracce
1. Pazzo di lei (Biagio Antonacci)